# 낙동대로
낙동대로(Nakdong-daero)는 대한민국 경상북도 칠곡군 가산면 천평삼거리와 경상북도 상주시 초산동 초산육교를 잇는 경상북도의 도로이다.

## 역사
- 2003년 12월 31일 : 낙동 ~ 상주간 도로(상주시 낙동면 구잠리 ~ 성동리) 7.76km 구간 확장 개통 및 기존 9.98km 구간 폐지[1]
- 2004년 7월 1일 : 구미시 도개면 월림리 ~ 상주시 낙동면 구잠리 6.4 km 구간 확장 개통[2][3]
- 2004년 9월 25일 : 가산 ~ 상림간 도로(칠곡군 가산면 천평리 ~ 가산면 송학리) 2.4km 구간 확장 개통[4]
- 2004년 11월 30일 : 상림 ~ 해평간 도로 일부(구미시 해평면 해평리) 880m 구간 확장 개통[5]
- 2005년 11월 3일 : 해평 ~ 도개간 도로(구미시 도개면 신림리 ~ 월림리) 7.03km 구간 확장 개통, 기존 7.1km 구간 폐지[6]
- 2005년 11월 14일 : 상림 ~ 해평간 도로 일부(구미시 해평면 해평리) 1.9km 구간 확장 개통[7]
- 2005년 11월 22일 : 가산 ~ 상림간 도로, 상림 ~ 해평간 도로, 해평 ~ 도개간 도로(칠곡군 가산면 천평리 ~ 구미시 도개면 월림리) 38.6km 구간 확장 개통, 기존 37.6km 구간 폐지[8][9]
- 2009년 7월 30일 : 2개 이상 시·군에 걸쳐 있는 도로로 낙동대로를 고시[10]
- 2013년 5월 20일 : 상주시 헌신동 ~ 부원동 구간 6.34 km 개통.[11]

## 주요 경유지
경상북도
- 칠곡군 가산면 - 구미시 (장천면 - 산동읍 - 해평면 - 도개면) - 의성군 단밀면 - 상주시 (낙동면 - 동문동 - 계림동 - 북문동)

## 노선
| 이름                            | 접속 노선                                              | 소재지                                | 소재지                                    | 비고                                                         |
| ------------------------------- | ------------------------------------------------------ | ------------------------------------- | ----------------------------------------- | ------------------------------------------------------------ |
| 천평삼거리 (천평고가교)         | 국도 제5호선 국도 제25호선 지방도 제923호선 (경북대로) | 칠곡군                                | 가산면                                    | 국도 제25호선 구간 지방도 제923호선 구간                     |
| 가산 나들목                     | 중앙고속도로                                           | 칠곡군                                | 가산면                                    | 국도 제25호선 구간 지방도 제923호선 구간                     |
| 천평교 가산지하차도             |                                                        | 칠곡군                                | 가산면                                    | 국도 제25호선 구간 지방도 제923호선 구간                     |
| 하판1교                         | 송신로                                                 | 칠곡군                                | 가산면                                    | 국도 제25호선 구간 지방도 제923호선 구간                     |
| 하판2교                         |                                                        | 칠곡군                                | 가산면                                    | 국도 제25호선 구간 지방도 제923호선 구간                     |
| 송학 교차로 (하판3교)           | 지방도 제514호선 (인동가산로)                          | 칠곡군                                | 가산면                                    | 국도 제25호선 구간 지방도 제923호선 구간 상주 방면 진입 불가 |
| 심곡1교 심곡2교 심곡3교 심곡4교 |                                                        | 칠곡군                                | 가산면                                    | 국도 제25호선 구간 지방도 제923호선 구간                     |
| 신장 교차로                     | 신장4길                                                | 칠곡군                                | 가산면                                    | 국도 제25호선 구간 지방도 제923호선 구간                     |
| 신장 교차로                     | 신장4길                                                | 구미시                                | 장천면                                    | 국도 제25호선 구간 지방도 제923호선 구간                     |
| 신장2교 하장1교                 |                                                        | 구미시                                | 장천면                                    | 국도 제25호선 구간 지방도 제923호선 구간                     |
| 하장2교                         | 국도 제67호선 지방도 제923호선 (하장3길) 산호대로      | 구미시                                | 장천면                                    | 국도 제25, 67호선 구간 지방도 제923호선 구간                 |
| 용문 교차로                     | 임천인덕로                                             | 구미시                                | 산동읍                                    | 국도 제25, 67호선 구간                                       |
| 용문교 물방교 인덕교            |                                                        | 구미시                                | 산동읍                                    | 국도 제25, 67호선 구간                                       |
| 산동 교차로                     | 강동로                                                 | 구미시                                | 산동읍                                    | 국도 제25, 67호선 구간                                       |
| 성수교                          |                                                        | 구미시                                | 산동읍                                    | 국도 제25, 67호선 구간                                       |
| 괴곡 교차로                     | 국도 제67호선 (옥계2공단로)                            | 구미시                                | 산동읍                                    | 국도 제25, 67호선 구간                                       |
| 괴곡1교                         |                                                        | 구미시                                | 산동읍                                    | 국도 제25호선 구간                                           |
| 문량 교차로                     | 성수문량길                                             | 구미시                                | 해평면                                    | 국도 제25호선 구간 상주 방면 진입 불가 칠곡 방면 진출 불가   |
| 습문교                          |                                                        | 구미시                                | 해평면                                    | 국도 제25호선 구간                                           |
| 해평 교차로                     | 지방도 제927호선 (숭선로)                              | 구미시                                | 해평면                                    | 국도 제25호선 구간 상주 방면 진출 불가 칠곡 방면 진입 불가   |
| 길수 교차로                     | 지방도 제927호선 (숭선로)                              | 구미시                                | 해평면                                    | 국도 제25호선 구간                                           |
| 도리사 교차로                   | 강동로                                                 | 구미시                                | 해평면                                    | 국도 제25호선 구간 상주 방면 진입 불가 칠곡 방면 진출 불가   |
| 숭암교                          |                                                        | 구미시                                | 해평면                                    | 국도 제25호선 구간                                           |
| 월곡 교차로                     | 강동로                                                 | 구미시                                | 해평면                                    | 국도 제25호선 구간                                           |
| 용곡교                          |                                                        | 구미시                                | 해평면                                    | 국도 제25호선 구간                                           |
| 일선 교차로                     | 강동로                                                 | 구미시                                | 도개면                                    | 국도 제25호선 구간                                           |
| 도개 교차로                     | 국도 제33호선 국가지원지방도 제68호선 (선산대로)       | 구미시                                | 도개면                                    | 국도 제25호선 구간                                           |
| 신림교                          |                                                        | 구미시                                | 도개면                                    | 국도 제25호선 구간                                           |
| (궁기 교차로)                   | 도안로                                                 | 구미시                                | 도개면                                    | 국도 제25호선 구간                                           |
| 신곡교 월림교 동산교            |                                                        | 구미시                                | 도개면                                    | 국도 제25호선 구간                                           |
| 도개 나들목                     | 영천상주고속도로                                       | 구미시                                | 도개면                                    | 국도 제25호선 구간                                           |
| 가산 교차로                     | 용산가산길                                             | 구미시                                | 도개면                                    | 국도 제25호선 구간                                           |
| 연산교                          |                                                        | 의성군                                | 단밀면                                    | 국도 제25호선 구간                                           |
| 낙정교                          |                                                        | 의성군                                | 단밀면                                    | 국도 제25호선 구간                                           |
| 낙단대교                        |                                                        | 의성군                                | 단밀면                                    | 국도 제25호선 구간                                           |
| 상주시                          | 낙동면                                                 |                                       |                                           | 국도 제25호선 구간                                           |
| 상주시                          | 낙동면                                                 | 낙단 교차로                           | 국도 제59호선 지방도 제912호선 (선상동로) | 국도 제25호선 구간                                           |
| 상주시                          | 낙동면                                                 | 장곡1교 장곡2교                       |                                           | 국도 제25호선 구간                                           |
| 상주시                          | 낙동면                                                 | 구잠 교차로                           | 낙운로                                    | 국도 제25호선 구간                                           |
| 상주시                          | 낙동면                                                 | 동상주 나들목                         | 서산영덕고속도로                          | 국도 제25호선 구간                                           |
| 상주시                          | 낙동면                                                 | 낙동고개                              |                                           | 국도 제25호선 구간                                           |
| 상주시                          | 낙동면                                                 | 구산교                                | 영남제일로                                | 국도 제25호선 구간                                           |
| 상주시                          | 낙동면                                                 | 분황1교                               | 분황1길                                   | 국도 제25호선 구간                                           |
| 상주시                          | 낙동면                                                 | 장천교                                |                                           | 국도 제25호선 구간                                           |
| 상주시                          | 낙동면                                                 | 신상 교차로                           | 덕암로                                    | 국도 제25호선 구간                                           |
| 상주시                          | 낙동면                                                 | 양정교                                |                                           | 국도 제25호선 구간                                           |
| 상주시                          | 낙동면                                                 | 상동교                                | 영남제일로                                | 국도 제25호선 구간                                           |
| 상주시                          | 헌신 교차로                                            | 영남제일로                            | 동문동                                    | 국도 제25호선 구간                                           |
| 상주시                          | 헌신천교                                               |                                       | 동문동                                    | 국도 제25호선 구간                                           |
| 상주시                          | 외답육교                                               | 경천로                                | 동문동                                    | 국도 제25호선 구간                                           |
| 상주시                          | 병성천교                                               |                                       | 동문동                                    | 국도 제25호선 구간                                           |
| 상주시                          | 화산육교                                               | 지방도 제916호선 (아리랑로)           | 계림동                                    | 국도 제25호선 구간                                           |
| 상주시                          | 죽전천교                                               |                                       | 계림동                                    | 국도 제25호선 구간                                           |
| 상주시                          | 초산육교                                               | 국도 제3호선 국도 제25호선 (경상대로) | 동문동                                    | 국도 제25호선 구간                                           |